# Gara Aiud
Gara Aiud este o stație de cale ferată care deservește, așa cum și numele ni-l sugere
ază din Aiud, județul Alba, România. 
Gara din Aiud este una dintre cele mai vechi și importante gări din județ.

### Căi ferate
Următoarele căi ferate ating gara:
-Magistrala CFR 300

### Istoria
Calea ferată era deja construită în anul 1871, dar în schimb clădirea gării doar în anul 1912 s-a finalizat. Göllner Árpád (1866-1932) a lucrat ca și inspector-șef în incinta MÁV. În srcolul XX. din cauza schimbării imperiului Căilei Ferate Roamne (CFR) au preluat căile de la MÁV/MKÁ/CRM (Căile Regale Maghiare). Iar atunci Molnár Gyula (1870-1945) isnpector-șef CFR i-a luat locul lui Göllner Árpád. În anul 1971 au realizat șine duble, iar în 1973 un pasaj subteran pentru trecători, iar cu asta lucrările aici s-au intrerupt.

### Aspectul gării
Clădirea au conceput-o cu un etaj. Din a doua parte a secolului XX. în stângul clădirii a fost așezat depozitul CFR, iar în partea dreaptă se afla grădina gării care era frumoasă și îngrijită, ce incânta oamenii care treceau pe acolo. Între anii 1950-1970 Máthé Mózes un localnic se ocupa de grădină. Cu îngrijirea acelei grădini a câștigat în fiecare an premii. Mereu gara și împrejurul ei erau respectate pentru frumusețea și îngrijirea locului.
Renovările încetișor au fost uitate, iar în ziua de azi trecătorii văd doar o cladire neglijată.

## Gări apropiate
Gara Miraslău H.
Gara Decea H.
Gara Unirea HM.